# Hormiphora ochracea
Hormiphora ochracea är en kammanetart som först beskrevs av Agassiz och Mayer 1902.  Hormiphora ochracea ingår i släktet Hormiphora och familjen Pleurobrachiidae. Inga underarter finns listade i Catalogue of Life.